# Van Goghovo muzeum
Van Goghovo muzeum (nizozemsky Van Gogh museum) patří mezi nejznámější a nejvýznamnější amsterdamská muzea. Nachází se na náměstí Museumplein a je věnováno nizozemskému malíři Vincentu van Goghovi a jeho dílu.
Muzeum si jako instituce klade za cíl přiblížit umělcův život a jeho dílo co nejvíce rozličným skupinám návštěvníků a tím je inspirovat a obohatit. V roce 2016 je navštívilo 2,1 milionu lidí a patří tak mezi 25 nejpopulárnějších muzeí na světě. Muzeum vlastní největší sbírku van Goghových děl, a sice více než 200 obrazů a 400 kreseb ze všech období jeho tvorby. Mezi nejznámějšími exponáty jsou Jedlíci brambor, Ložnice v Arles a jedna z verzí Slunečnic.

## Historie
Založení muzea předcházelo mnoho událostí po smrti Vincenta van Gogha. Jeho celé dílo zdědil bratr Theo van Gogh a po jeho brzkém úmrtí Theův syn a malířův synovec Vincent Willem van Gogh. Právě ten se zasloužil o založení Sdružení Vincenta van Gogha (Vincent van Gogh Stichting) v roce 1960 a o dva roky později celou sbírku čítající asi 200 maleb, kreseb a dopisů prodal Nizozemskému království za 15 milionů guldenů.
Mezi lety 1963 a 1964 byla navržena a postavena budova dnešního muzea. O návrh se postaral nizozemský architekt Gerrit Rietveld. Muzeum bylo slavnostně otevřeno 2. června 1973 tehdejší nizozemskou královnou Juliánou. Ta při této příležitosti poděkovala van Goghově rodině za jejich mnohaletou péči o malířovo dílo.

## Sbírky
Kromě rodinné sbírky van Goghových děl se ve stálé expozici nacházejí díla jeho současníků a umělců, kteří byli malířovým dílem ovlivněni.

### Stálá expozice
Stálá expozice muzea se skládá především z děl Vincenta van Gogha. V roce 2014 prošla tato expozice změnou a nově zaznamenává i dříve kontroverzní témata jako jsou například nemoc a sebevražda malíře. Poprvé je také autorovo dílo důsledně zasazeno do kontextu doby. Na několika poschodích mohou návštěvníci sledovat autorův vývoj od rané tvorby až po jeho vliv na budoucí generace.

Jedlíci brambor (1885)

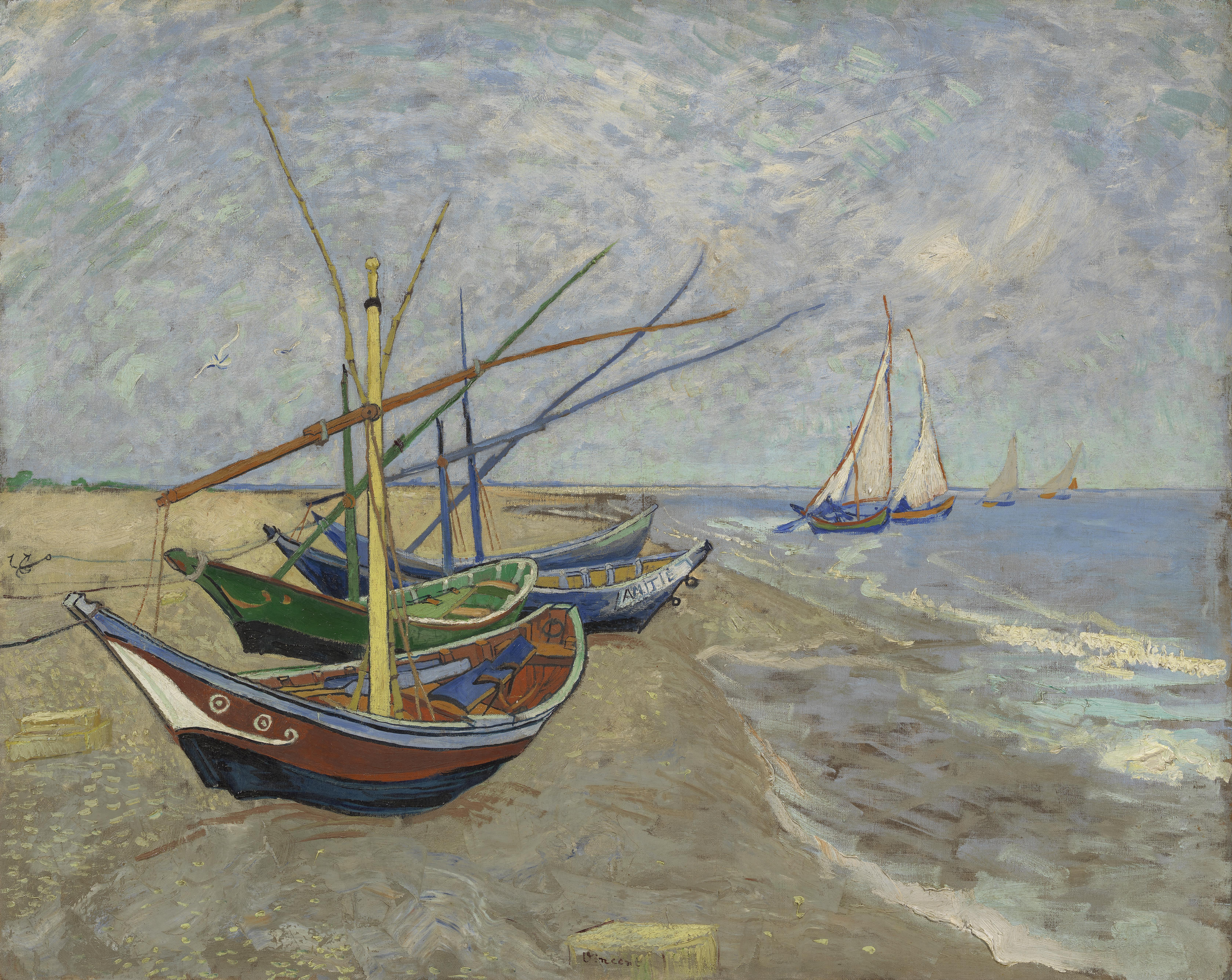
Rybářské čluny u Saintes-Maries (1888)

Sbírka je rozdělena do kapitol. Každá kapitola se vyznačuje jednou barvou a jedním klíčovým dílem, které nejlépe vystihuje van Goghovy umělecké ambice dané doby. Zvláštní pozornost je zde také věnována umělcovým kresbám, kterých měl na kontě více než tisíc. Vzhledem k tomu, že jsou kresby citlivé na světlo, je velmi obtížné je vystavovat. Muzeum proto zavedlo nový systém, kdy je vystaveno přibližně osm kreseb a ty se stále střídají. Tak jsou uchráněny před negativními vlivy okolí a zároveň mohou návštěvníci alespoň část této tvorby vidět na vlastní oči.
V souvislosti s van Goghovou uměleckou kariérou jsou vystavena také díla jeho přátel a kolegů Paul Gauguina a Henriho de Toulouse-Lautrec. Některá díla jsou doprovázena i moderními dotekovými obrazovkami, které umožňují návštěvníkům podívat se na zvětšeniny van Goghových maleb nebo si virtuálně prolistovat jeho náčrty.

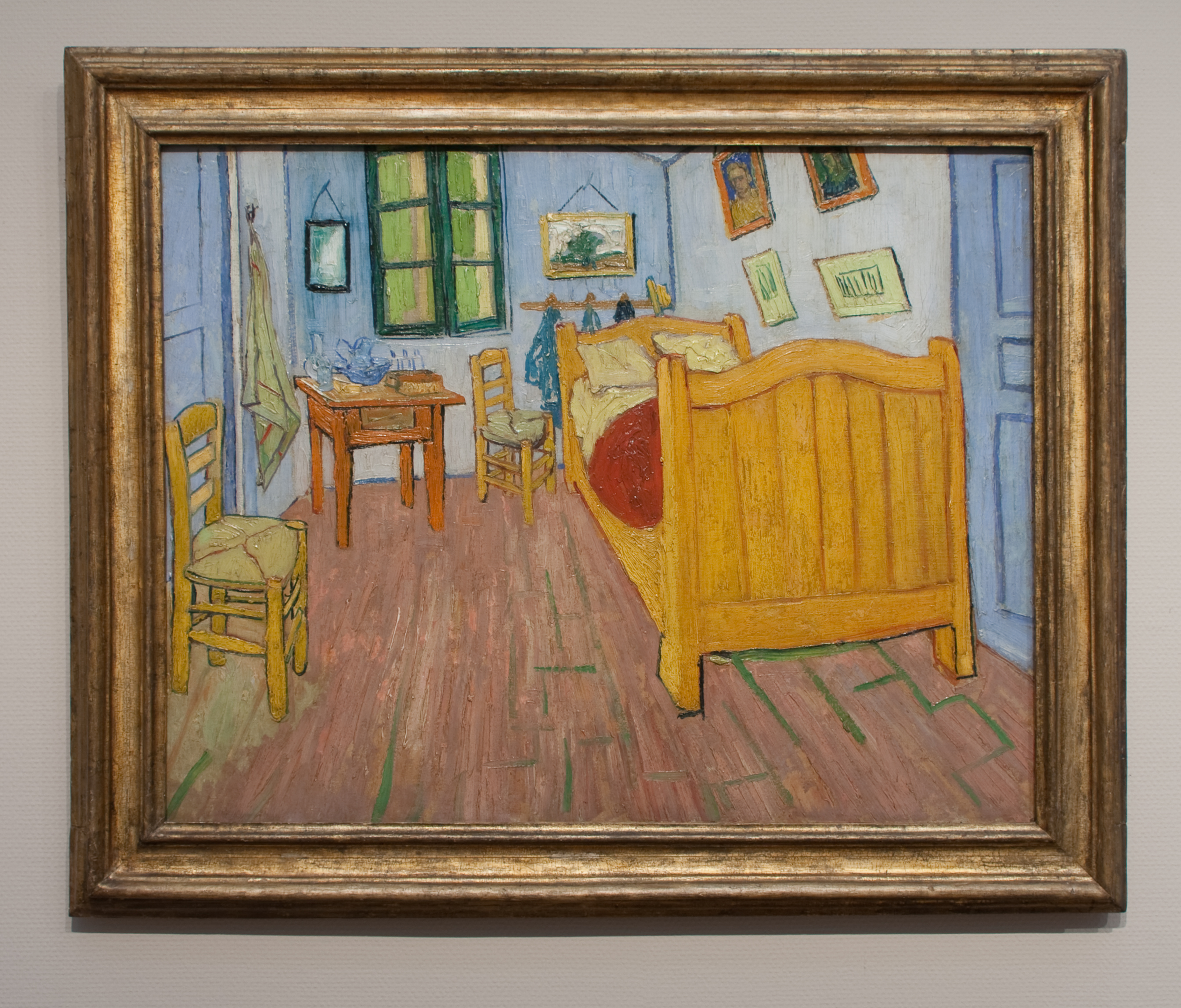
Ložnice v Arles (1888)

Mimo stálou expozici jsou v muzeu často vystavována díla mladých umělců. V roce 2015 zde byla uspořádána výstava s názvem „When I give, I give myself“ (Když dávám, tak dávám sebe), při které 23 současných umělců prezentovalo své umělecké reakce na van Goghovy dopisy.

## Budova
Prostory muzea se skládají ze dvou budov: původní hlavní budovy architekta Gerrita Rietvelda a novějšího Kurokawova křídla.

### Rietveldova budova
Rietveldova budova byla otevřena až dlouho po smrti architekta († 1964) současně s otevřením muzea v roce 1973. V této části muzea, která se nachází na ulici Paulus Potterstraat v centru Amsterdamu, je vystavena stálá expozice van Goghových děl. Na budově je jasně poznat Rietveldův rukopis, jeho cit pro hru s geometrickými tvary a světlé, otevřené prostory, které jsou pro muzeum ideální.

### Kurokawovo křídlo
Kurokawovo křídlo vzniklo podle návrhu japonského architekta Kišó Kurokawy, který měl na svém kontě již několik muzejních staveb v Japonsku. Autor se rozhodl pro asymetrickou stavbu, která kontrastuje s Rietveldovými geometrickými tvary. Budova byla otevřena v roce 1999 a slouží především jako prostor k mimořádným výstavám.
V roce 2014 započala rozsáhlá rekonstrukce vchodu z náměstí Museumplein. Na jejím návrhu spolupracovali Kashi Kurokawa a nizozemský architekt Hans van Heeswijk. Rekonstrukce byla dokončena na podzim roku 2015.